# Marcelo Barbieri
Marcelo Fortes Barbieri ComMM (Araraquara, 21 de novembro de 1956) é um administrador e político brasileiro filiado ao Movimento Democrático Brasileiro (MDB). Atuou como Secretário de Relações Institucionais do Governo Temer.

## Biografia
Natural de Araraquara, Marcelo Barbieri se envolveu na política através do movimento estudantil no ano de 1975 filiando-se ao então Movimento Democrático Brasileiro (MDB), partido de oposição à Ditadura Militar brasileira.
Marcelo é casado com Maria Helena Rolfsen Moda Francisco Barbieri e é pai de 4 filhos.

## Carreira política
No ano de 1975 Marcelo Barbieri entrou para a política, filiando-se ao MDB no ano seguinte. Com militância no movimento estudantil, iniciou sua caminhada política na União Nacional dos Estudantes (UNE), maior entidade estudantil do país.
No ano de 1979, foi eleito vice-presidente da UNE. É formado no curso de Administração pela Fundação Getulio Vargas (FGV).
Entrou para a vida pública em 1990 quando disputou pela primeira vez o cargo de Deputado Federal, pelo estado de São Paulo, se elegendo nesta e em mais duas ocasiões, em 1994 e 1998, permaneceu na Câmara federal até o começo do ano de 2003. Em 1993, como deputado federal, Barbieri foi admitido pelo presidente Itamar Franco à Ordem do Mérito Militar no grau de Comendador especial.
Disputou por 4 vezes a prefeitura de Araraquara, não logrando êxito. Porém em 2008 foi eleito prefeito, e em 2012 reeleito, com altos índices de aprovação. Em 2015, durante seu mandato, houve a privatização da Companhia Troleibus de Araraquara que era referência em transporte publico no interior.

### Defesa do Municipalismo
Com 14 anos de experiência na Câmara Federal aliada à gestão municipal, Barbieri é um defensor do municipalismo. “É injusta a forma como está repartido o recurso da saúde no bolo orçamentário, em que o município é responsável por 30% do atendimento no Sistema Único de Saúde (SUS) e fica com 15% do orçamento. As vagas de creche também são responsabilidade do município e para o repasse do Fundo de Manutenção e Desenvolvimento da Educação Básica (Fundeb) é descontado 25% do Fundo de Participação dos Municípios (FPM). 
Tem município que não consegue esse recurso de volta do que foi descontado do FPM, porque é pequeno e tem um número per capita pequeno de alunos, mas tem a obrigação de manter. De 645 municípios em São Paulo, cerca de 400 têm população abaixo de 15 mil habitantes”, apontou o candidato, que aposta na mudança de qualidade na questão destes repasses aos municípios. Barbieri também ressalta a responsabilidade da prefeitura ao realizar o acolhimento das mulheres vítimas de violência doméstica.
Defensor dos direitos e da autonomia dos municípios, Marcelo Barbieri, enquanto prefeito de Araraquara, questionou judicialmente o pagamento de algumas contribuições previdenciárias e o município pôde reaver milhões de reais que antes eram pagos injustamente para a União. Em 2010, durante sua gestão, a Prefeitura de Araraquara identificou que o município poderia reivindicar uma parte da verba que estava sendo recolhida à Receita Federal. Havia um questionamento jurídico sobre a obrigatoriedade de pagamento da parte patronal das contribuições previdenciárias sobre verbas ou vencimentos de natureza indenizatória, como um terço de férias e horas extras. A prefeitura contratou, então, uma assessoria jurídica especializada para fazer a compensação de créditos com a receita federal, mantendo no orçamento do município uma verba antes repassada ao fisco federal.
A oposição ao governo Marcelo Barbieri, liderada pelo Partido dos Trabalhadores (PT), contestou a decisão. O ministério público propôs uma ação contra a Prefeitura de Araraquara e contra Marcelo Barbieri, que tramitou por anos na justiça até o Supremo Tribuna Federal (STF) reconhecer que foram corretas as compensações. O Conselho Administrativo de Recursos Fiscais (CARF), instância máxima da Receita Federal, julgou improcedente a multa que a própria Receita Federal de Araraquara havia imposto à Prefeitura.
“Quando optamos pelas compensações, fizemos o processo com respaldo técnico. Sempre agimos de forma responsável e, ao mesmo tempo, não deixamos de brigar na justiça pelos interesses de Araraquara. Durante a nossa gestão, enfrentamos graves crises financeiras, mas buscamos alternativas para atender às demandas da população”, afirma Barbieri.
Em sua gestão, foi reaberta a Maternidade Gota de Leite, construídas 3 UPAs, 12 novos postos de saúde, 7 novas creches, inclusive na área rural, 15 unidades de assistência social, 5 mil casas populares e 2 restaurantes populares, além de outras ações. Marcelo Barbieri realizou 330 obras em oito anos de governo e não deixou nenhuma obra inacabada para seu sucessor.

### Candidatura ao Senado Federal
Em 4 de agosto de 2018, o MDB definiu Marcelo Barbieri como candidato ao Senado de São Paulo nas eleições 2018, em substituição a Marta Suplicy que desistiu da reeleição e se desfiliou do partido.
No pleito, recebeu 386.880 votos, correspondentes a 1,10% dos votos válidos, terminando em 12º lugar.  Em Araraquara, cidade que foi prefeito, terminou em 4º lugar com cerca de 10% dos votos.
Neste mesmo ano Marcelo Barbieri ganhou por 7 votos à 0, o registro de sua candidatura com a suspensão das duas sentenças no Supremo Tribunal Federal (STF). Ganhou em primeira instância e agora na terceira suspenderam as sentenças.